# Henrik Sebastian Vult von Steijern
Henrik Sebastian Vult von Steijern, född 10 september 1768 i Sankt Pers församling, Östergötlands län, död 29 februari 1844 i Vadstena församling, Östergötlands län, var en svensk militär och politiker.

## Biografi
Henrik Sebastian Vult von Steijern föddes 1768 på Starby kungsgård i Sankt Pers socken. Han var son till assessorn Gustaf Vult von Steijern och Hedvig Eleonora Piper. Vult von Steijern blev 6 februari 1778 rustmästare vid Skaraborgs regemente, 18 augusti 1779 sergeant vid arméns flotta, 9 mars 1783 fänrik vid arméns flottas Sveaborgseskader, juli 1790 löjtnant 4 juni 1794 kapten och 18 december 1799 kapten vid Livgrenadjärregementet. Han utnämndes 14 juni 1800 till riddare av Svärdsorden och blev 11 februari 1803 major och överadjutant, med avsked 1807. Vult von Steijern blev 28 maj 1810 kassadirektör vid Göta kanalverk i Östergötland och förordnades 1811 och 1812 till kronans ombud vid jordlikvidationen för Göta kanal. Han utnämndes 1 december 1824 till kommendör av Vasaorden och adlades 26 september 1832 till friherre Vult von Steijern och introducerades i Sveriges Riddarhus 1833 som nummer 384. Han slutade 1833 som kassadirektör vid Göta kanal och avled 1844 i Vadstena.
Vult von Steijern bevistades till sjöss 1788–1790 års krig och var därunder med i slaget vid Hogland, reträtten från Viborg och bataljen i Svensksund samt erhöll Svensksundsmedaljen i guld.

### Familj
Vult von Steijern gifte sig 20 oktober 1801 i Stockholm med Anna Christina Lagerheim (1776–1858), dotter till presidenten Carl Erik Lagerheim och Anna Christina Gerdes. De fick tillsammans barnen en dotter (1802–1802), kammarherren Johan Carl Julius Vult von Steijern (1804–1869), premiärlöjtnanten Henrik Vult von Steijern (1806–1871), ryttmästaren Gustaf Sebastian Vult von Steijern (1808–1860), Christina Ulrika Aurora Vult von Steijern (1811–1878) som var gift med postinspektoren Ulf Carl Sparre, August Oskar Baltzar Vult von Steijern (1811–1822), Eva Beata Gustava Vult von Steijern (1812–1891) som var gift med ryttmästaren Henrik August Tisell, Göta Henrika Carolina Vult von Steijern (1814–18990) som var gift med bruksägaren Nils Fredrik Tisell och Augusta Fredrika Elisabet Vult von Steijern (1816–1907) som var gift med kaptenen Anders Vilhelm Reuterswärd.